# Angelo Canopeo

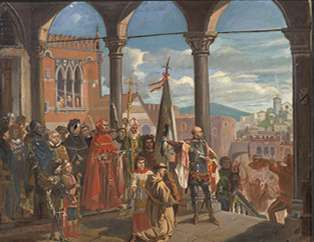
Leopold III van Oostenrijk palmt Triëst in (1382); het is onduidelijk of Canopeo nog leefde.

Angelo Canopeo (Chioggia, 14e eeuw – Triëst, circa 1382) was bisschop van Chioggia (1363-1369) en Triëst (1369-1382) in Noord-Italië, tijdens de middeleeuwen. Beide bisdommen behoorden tot de republiek Venetië, bijgenaamd de Serenissima. Canopeo was de laatste bisschop van het Venetiaanse Triëst alvorens het overging naar het huis Habsburg voor vijf eeuwen.

## Levensloop
Canopeo was kanunnik in de kathedraal van Chioggia; zijn familie woonde in Chioggia, een stad aan de Adriatische Zee.
Het kapittel van de kathedraal verkoos Canopeo tot bisschop (1362). De Senaat van de Republiek Venetië ging akkoord en paus Urbanus V bevestigde de bisschopsverkiezing in 1363. Canopeo werd vervolgens tot bisschop gewijd. Als bisschop slaagde Canopeo erin fondsen te verwerven voor kloosters en kerken in Chioggia.
In 1369 werd Canopeo benoemd tot bisschop van Triëst, een andere stad aan de Adriatische Zee. Triëst had net een bezetting meegemaakt van het Venetiaans leger (1368-1369), die de opstand in Triëst neergeslagen had. Pas in 1370 kon Canopeo naar Triëst reizen. Hij vond het bisschoppelijk paleis in puin; hij omschreef het als derupatus et devastatus: leeggeroofd en gesloopt. Als woning moest hij een hut nemen. Dit leidde ertoe dat hij zich inliet met het vastgoed van het kapittel van de kathedraal. Canopeo hield zich bezig met verkoop en verhuur van panden. De domeinen lagen tot in Capodistria. Ondanks de benarde tijden slaagde Canopeo erin de brandschatting aan de Venetianen te betalen; het bisdom was namelijk verplicht Venetië tweejaarlijks belastingen te betalen. Bisschop Canopeo kon daarenboven de achterstallige belastingen aflossen alsook een gunstige regeling met Venetië afdingen (1377). In 1380 ontving hij met grote sier Marquardo. Marquardo was patriarch van Aquilea en was in ballingschap gestuurd. Troepen van de republiek Genua onder bevel van admiraal Maruffo hadden tijdens de Oorlog van Chioggia (1378-1381) de patriarch, een aanhanger van de republiek Venetië, op een boot naar Triëst gezet.
Het jaar van Canopeo's overlijden is 1382 ofwel 1383. Vanaf 1382 werd het bisdom geleid door een vicaris en niet meer door bisschop Canopeo. Het was het moment dat Leopold III van Oostenrijk, hertog van Oostenrijk, Triëst onder zijn bescherming nam ten nadele van Venetië.